# EverQuest
EverQuest — фэнтезийная массовая многопользовательская ролевая онлайн-игра, вышедшая в 1999 году. Разработчиком игры является компания Verant Interactive, которая впоследствии была приобретена корпорацией Sony Online Entertainment. Действие игры происходит в мире Норрат. В игре доступно 16 игровых рас и 16 классов. С момента релиза и по сей день к игре выпущено 19 крупных дополнений, расширивших карту Норрата.
Несмотря на почтенный возраст проекта, на момент 2012 года в игре 17 серверов. 16 марта 2012 года игра перешла на условно-бесплатную модель оплаты. В ноябре 2004 года вышел сиквел EverQuest II.

## Игровая вселенная
Вселенная EverQuest представляет собой много больше, чем одну планету, но основной мир, который доведётся исследовать игрокам, называется Норрат. Однако, когда-то эта земля была абсолютно необитаема и пустынна. Первыми жителями Норрата стали драконы, называющие себя Когтями Виишан. Их породила богиня Виишан - мать всех драконов, отложив на планете своё потомство. В честь своей родительницы её дети построили храм, называемый Храмом Неба. Затем они избрали Совет старейшин и являлись единственными правителями Норрата многие века.  У великой цивилизации существовало всего два закона - не убивать своих и не вступать в брак с драконами противоположной стихии, и оба этих закона считались святыми. Но нашлись и те, кто посмел их нарушить, и дракон огня полюбил дракона льда. Дабы избежать кары Совета, они убежали. Так на свет появился первый призматический дракон, и звали его Керафим. Тем не менее, старейшинам удалось схватить беглецов, и оба были подвергнуты ужасным мукам. Но их детёныша решили пощадить, а один из самых древних драконов по имени Килдуркаун взял его под свою опеку.
После нескольких веков мира дракон Джалед Дар решительно выступил против Совета и вместе со своей свитой, называющей себя Братством Чешуи, переселился на материк Кунарк. Этот внутренний раскол сильно ослабил силу и величие драконов. Примерно в то же время Норрат заметили и другие Боги и открыли к нему свои магические порталы. Они заключили союз с Когтями Виишан и дали жизнь многим новым расам. Самыми известными из них были эльфы, дворфы, гномы, кеджан, орки и великаны. Великаны же оказались невероятно тщеславной и воинственной расой, так что даже атаковали Храм Неба, бросив вызов самим потомкам Виишан, истощённым недавней междоусобицей. Так наступило время бесконечных войн, в которые оказались вовлечёнными все смертные и древние расы.
Старый закон потерял силу: дети Виишан безжалостно убивали друг друга, а самым грозным противником Совета стал подросший и набравший силу Керафим. Война длилась долго, пока не настало последнее решающее сражение, схватка между двумя великими лидерами — белым и призматическим драконами. В итоге Керафим был повержен и заточён на века в подземной усыпальнице. А потомки Виишан вернулись в свои земли, дав возможность развиваться молодым расам. В такие смутные времена в мире Норрат появились герои, которым суждено отправиться в бесконечное путешествие и стать свидетелями удивительных событий.

### Расы и классы
| Добро                                      | Нейтралитет                                           | Зло                       |
| ------------------------------------------ | ----------------------------------------------------- | ------------------------- |
| Barbarian Dwarf Halfling High Elf Wood Elf | Drakkin Erudite Froglok Gnome Half Elf Human Vah Shir | Dark Elf Iksar Ogre Troll |

| Ближний бой                  | Жрец                | Заклинатель                           | Гибрид                                     |
| ---------------------------- | ------------------- | ------------------------------------- | ------------------------------------------ |
| Warrior Berserker Monk Rogue | Cleric Druid Shaman | Enchanter Magician Necromancer Wizard | Bard Beastlord Paladin Ranger Shadowknight |

### Дополнения
1. The Ruins of Kunark (апрель 1999),
2. Scars of Velious (декабрь 2000),
3. The Shadows of Luclin (декабрь 2001),
4. The Planes of Power (октябрь 2002),
5. The Legasy of Ykesha (февраль 2003),
6. Lost Dangens of Norrath (сентябрь 2003),
7. Gates of Discord (февраль 2004),
8. Omens of War (сентябрь 2004),
9. Dragons of Norrath (февраль 2005),
10. Depts of DarkHollow (сентябрь 2005),
11. Prophesy of Ro (февраль 2006),
12. The Serpent’s Spine (сентябрь 2006)
13. The Buried Sea (февраль 2007)
14. Secrets of Faydwer (13 ноября 2007)
15. Seeds of Destruction (21 октября 2008)
16. Underfoot (декабрь 2009)
17. House of Thule (октябрь 2010)
18. Veil of Alaris (ноябрь 2011)
19. Rain of Fear (ноябрь 2012)
20. Call of the Forsaken (сентябрь 2013)
21. The Darkened Sea (октябрь 2014)
22. The Broken Mirror (ноябрь 2015)
23. Empires of Kunark (ноябрь 2016)
24. Ring of Scale (декабрь 2017)

## Оценки
| Сводный рейтинг    | Сводный рейтинг |
| Агрегатор          | Оценка          |
| ------------------ | --------------- |
| GameRankings       | 87,68 %         |
| Metacritic         | 85/100          |
| Иноязычные издания |                 |
| Издание            | Оценка          |
| AllGame            | [ 4 ]           |
| CGM                | [ 5 ]           |
| GamePro            | 5/5             |
| GameRevolution     | A−              |
| GameSpot           | 8,4/10          |
| IGN                | 8,4/10          |
| PC Gamer (US)      | 86 %            |

| Сводный рейтинг | Сводный рейтинг |
| Агрегатор       | Оценка          |
| --------------- | --------------- |
| GameRankings    | 82,55 %         |

| Сводный рейтинг | Сводный рейтинг |
| Агрегатор       | Оценка          |
| --------------- | --------------- |
| GameRankings    | 82,00 %         |

Игра получила положительные отзывы, согласно сайту агрегации отзывов Metacritic.